# Ottomar Gern

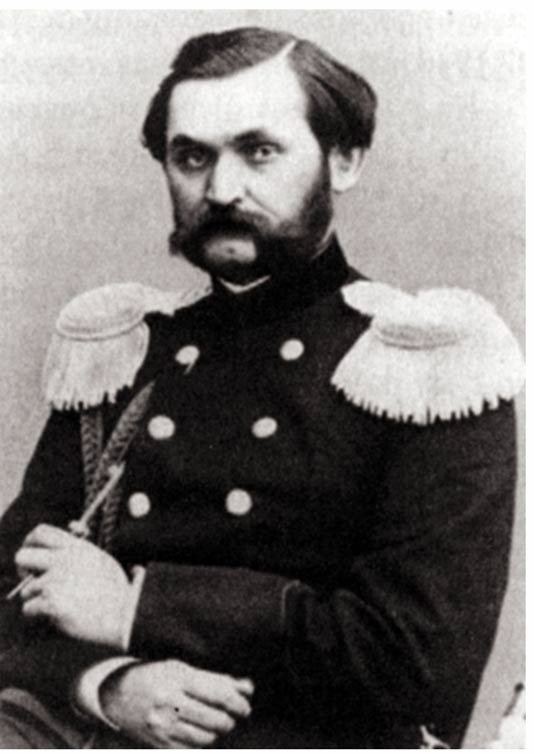
Ottomar Gern

Ottomar Borissowitsch Gern (russisch Оттомар Борисович Герн; * 16. Novemberjul. / 28. November 1827greg. im Gouvernement Witebsk; † 9. November 1882 in Menton) war ein russischer Militäringenieur der Kaiserlich russischen Armee und U-Boot-Bauer.

## Leben
Gern stammte aus einer polnischen Adelsfamilie mit deutschen Wurzeln. Seine Lehrer und langjährigen Förderer waren Graf Eduard von Totleben und Großfürst Konstantin.
Gern kam 1841 in die St. Petersburger Hauptingenieurschule. Im August 1844 wechselte er als Praporschtschik in die Offiziersklasse. Im September 1845 absolvierte er die Podporutschik-Prüfung. Im September 1846 wurde er aus der  Hauptingenieurschule entlassen, um seinen Dienst im Ingenieur-Korps anzutreten. Er wurde in das Leibgarde-Sappeur-Bataillon versetzt und als Repetent für militärische Befestigung zur Hauptingenieurschule abkommandiert. Im August 1847 wurde er zum Lehrer für militärische Befestigung ernannt. Im Dezember 1850 wurde er zum Porutschik befördert. Im Sommer 1851 beobachtete er Sappeur-Arbeiten in den Festungen Dünaburg, Warschau, Iwangorod, Brest, Kiew und Bobruisk.

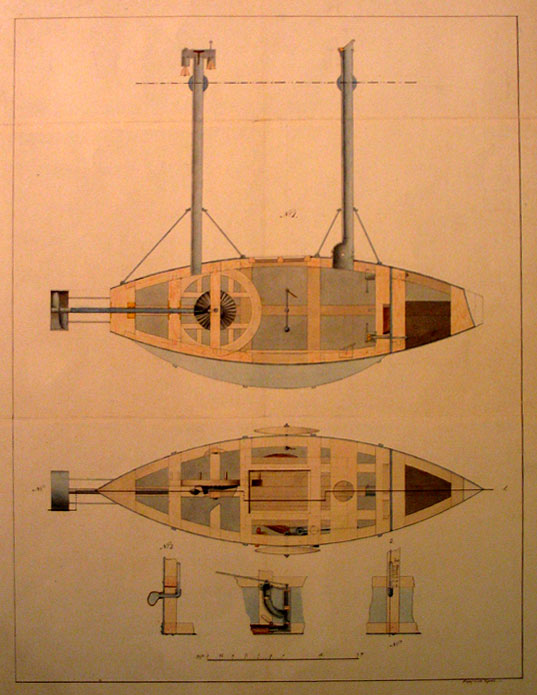
Gerns U-Boot Nr. 1 (1854)

Im Krimkrieg (1853–1856) wurde  Gern im Sommer 1853 in die Festungen Bobruisk, Kiew, Brest, Iwangorod, Warschau und Nowogeorgijewsk kommandiert, um den Chef der Hauptingenieurschule bei den ihm übertragenen Aufträgen zu unterstützen. Im März 1854 erschienen die ersten britischen Kriegsschiffe unter Admiral Charles John Napier in der Ostsee, um russische Häfen zu blockieren. Von Juni bis November 1854 war Gern in der Festung Reval, die in den Verteidigungszustand versetzt wurde. Da die britischen Blockadeschiffe in den Küstengewässern relativ langsam waren, boten sie die Möglichkeit, durch kleine langsame U-Boote geringer Reichweite bekämpft werden zu können.
Bereits im Juli 1854 stellte Gern seinen Entwurf eines Brander-U-Boots vor. Aus Zeit- und Geldmangel war ein Holzboot mit den Abmessungen 4,2 × 1,35 × 1,35 m geplant. Der Rumpf bestand aus zwei Teilen: der kleine vordere Teil enthielt eine Mine, d. h. eine Pulverladung, die irgendwie am Boden des feindlichen Schiffs angebracht werden sollte, während der größere hintere Teil die Besatzung, das Schwungrad für die Schiffsschraube und die Beobachtungs- und Steuergeräte enthielt. Im August 1854 erhielt er von Kaiser Nikolaus I. die Genehmigung und 1000 Silber-Rubel für den Bau dieses U-Boots. Sogleich machte sich Gern mit seinen Assistenten an die Arbeit, und bereits im Herbst wurden die ersten Tauchtests im Hafen durchgeführt. Unter Wasser wurde eine Geschwindigkeit von 1,5 km/h erreicht, und es gab keine Havarien. Die Zulassungskommission berichtete dem Kriegsminister, dass das U-Boot dem Auftrag entspräche und dass das Projekt durch Verwendung von Metall verbessert werden könnte. Die Kommission des Marine-Amts empfahl das U-Boot nicht für die Massenproduktion. Immerhin war man sich einig, dass Gern weiter U-Boote allerdings aus Eisen bauen sollte.

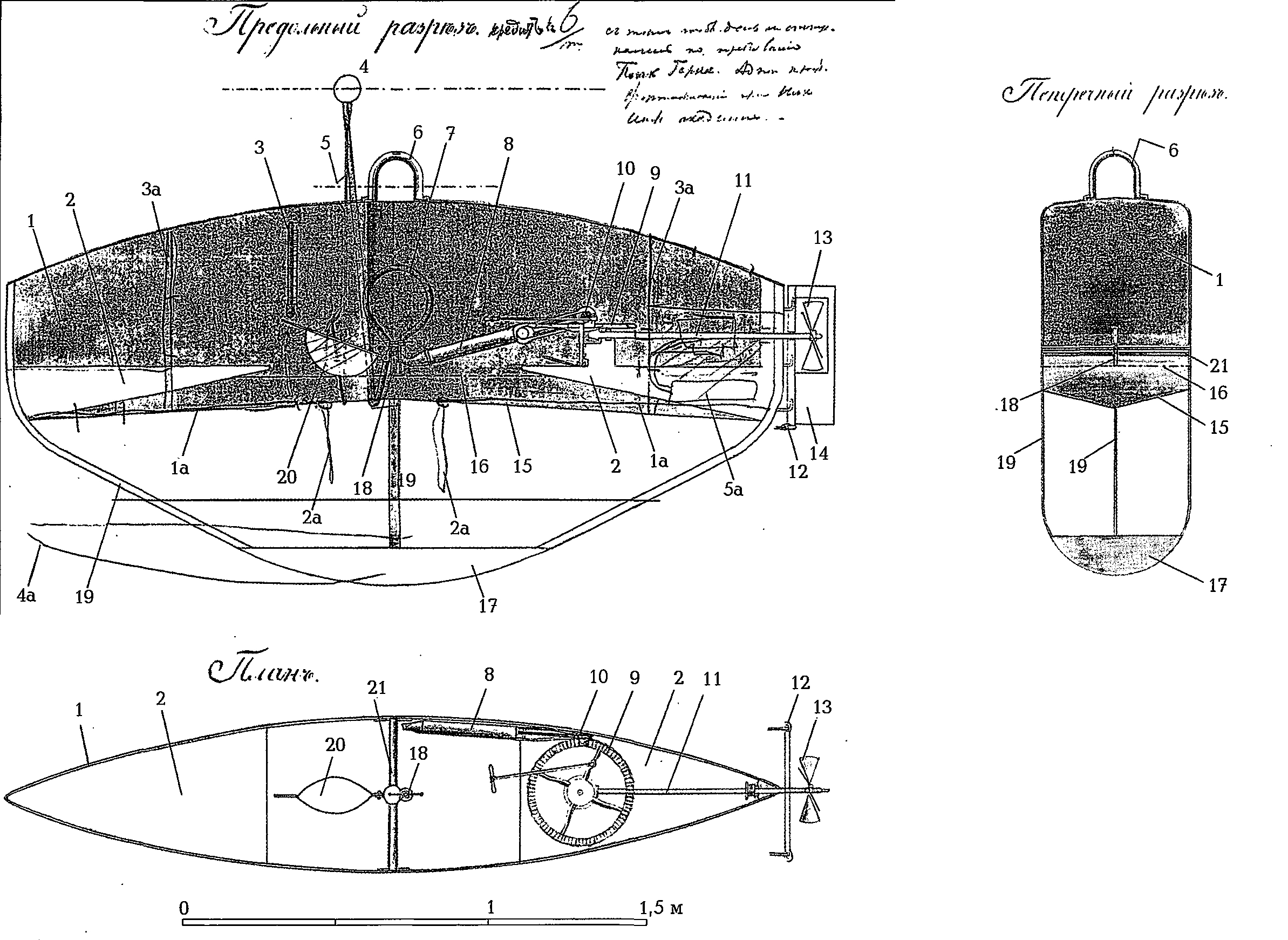
Gerns U-Boot Nr. 2

Die Entwicklung des zweiten U-Boots schloss Gern im Juni 1855 ab. Mit dem Bau wurde die Maschinenbau-Fabrik Fricke auf der St. Petersburger Wassiljewski-Insel beauftragt. Bereits im September 1855 begannen die Tests. Das Boot war 5 m lang, 1,1 m breit und 2, 5 m hoch mit einer Wasserverdrängung von 8 Tonnen. Der Rumpf mit Ober- und Unterteil war aus 3-mm-Eisenblechen mit Nut und Feder zusammengenietet. Im Oberteil befanden sich das Schwungrad, das von 2 Matrosen der 4-köpfigen Besatzung bedient wurde, mit Getriebe der Schiffsschraube und Lüftungspumpe für die Luftversorgung durch Schläuche zur Oberfläche und das Gehäuse des Magnetkompasses. Die Einstiegsluke auf der Oberseite des Rumpfes war durch eine Glashaube abgedeckt, die Beobachtungen ermöglichte. Im Unterteil mit den Ballasttanks gab es eine Ausstiegsluke mit Luftschleuse für Taucher. Am Bug war eine kegelförmige Mine montiert, die ein Taucher mit Hilfe eines  Handbohrers am Boden des feindlichen Schiffes befestigen und dann mit genügendem Abstand mit Hilfe einer Batterie zünden sollte. Das Boot wurde im September 1855 zwei Wochen lang in der Kleinen Newa mit einer Mannschaft unter der Leitung des Kapitän-Leutnants Pawel Krusenstern (Enkel Admiral Adam Johann von Krusensterns) getestet, wobei Wasser durch die Nietnähte eindrang. Darauf wurde das Boot auf die St. Petersburger Galeeren-Insel gehoben und erst im Winter 1857 auf einem Schlitten in das Ischora-Werk in Kolpino gebracht, wo die 3-mm-Bleche durch dickere Platten mit doppelten Nietreihen ersetzt wurden. Die Gesamtkosten stiegen dadurch auf 4380 Rubel. Das U-Boot war nun dicht, aber zu langsam, und das Anbringen der Mine am Zielschiff war praktisch unmöglich. Später gelang auch nicht der Umbau des U-Boots in eine Taucherglocke. Das U-Boot wurde in der Neuen Admiralität aufbewahrt.
Gern wurde Adjunkt-Professor im November 1858 und lehrte nun auch an der St. Petersburger Nikolai-Akademie des Generalstabs (1856–1860). Er wurde im April 1860 als Oberstleutnant zu den Militäringenieuren versetzt.
Obwohl der Kriegsminister Dmitri Miljutin Gerns U-Boot Nr. 2 im gegenwärtigen Zustand für unbrauchbar hielt, projektierte Gern im Winter 1862/1863 ein neues U-Boot. Kaiser Alexander II. genehmigte den Bau des neuen U-Boots nach Oberst Gerns Projekt im Ischora-Admiralitätswerk in Kolpino. Die wesentliche Neuerung sollte ein von Wassili Petruschewski entworfener Ammoniak-Gasmotor sein, der aber die Tests nicht überstand. Das U-Boot wurde nun wieder mit Handbetrieb im Herbst 1863 fertiggestellt. Der Bau kostete das Militäramt 7000 Rubel. Die Tests im großen Werksteich waren erfolgreich, aber die geringe Geschwindigkeit war nachteilig.

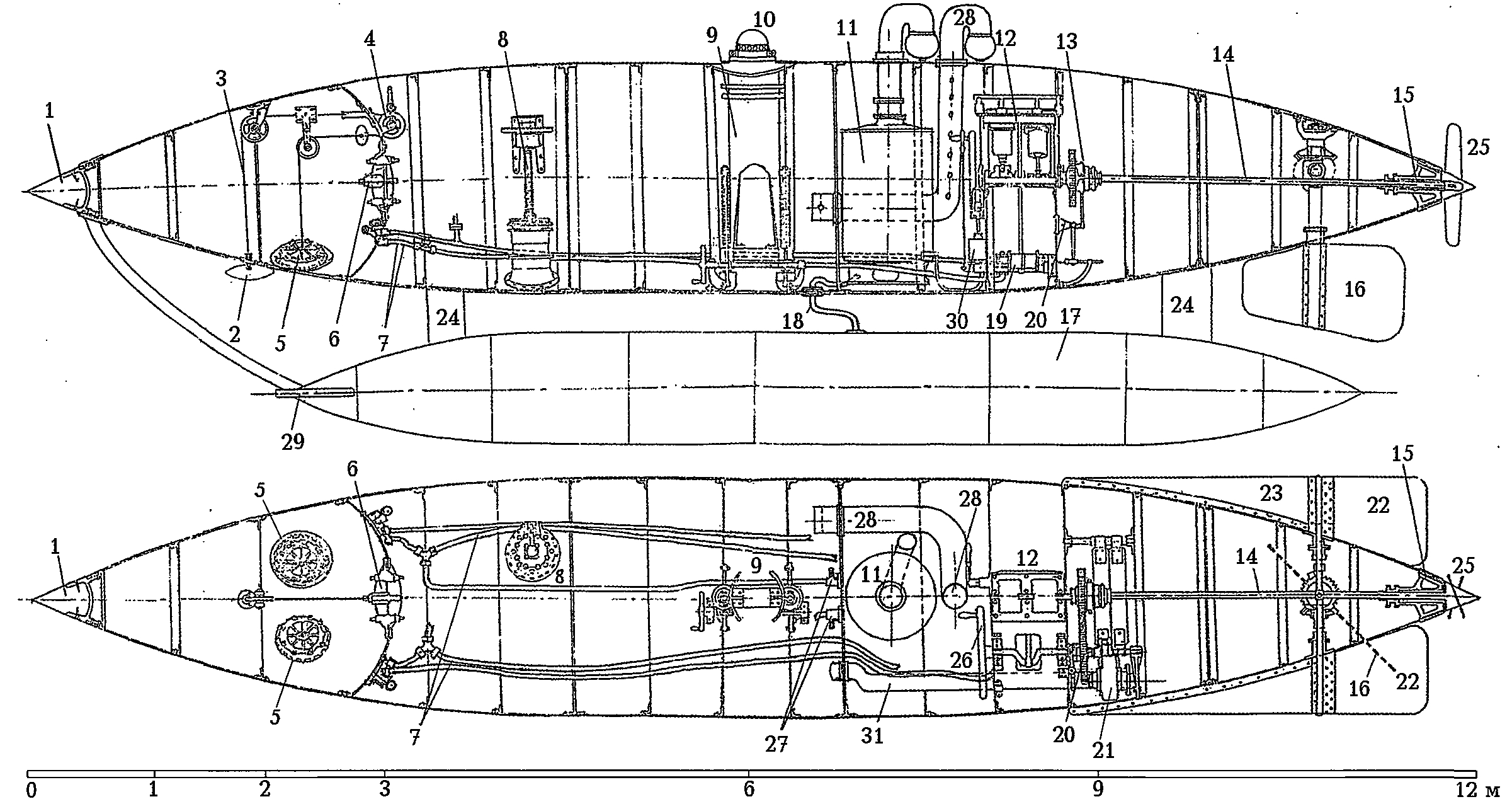
Gerns U-Boot Nr. 4

Gern suchte nach einer effizienten Antriebsmaschine. Ein Elektromotor schied aus, weil es keine kompakte Batterie gab. Als bekannt wurde, dass in Frankreich das von Admiral Siméon Bourgois mit dem Schiffbauingenieur Charles Brun gebaute U-Boot Plongeur mit Druckluft-Kolbenmaschine getestet wurde, reiste Gern dorthin, um an den Tests teilzunehmen. Bei Pariser Firmen bestellte er einige Versuchsmotoren, darunter auch einen Druckluft-Motor. Er entwickelte nun als eigenes Projekt das U-Boot Nr. 4. Das Projekt fand Interesse beim Marine-Ministerium, und das Boot wurde beim St. Petersburger Alexander-Werk in Auftrag gegeben. Das Boot war 12 m lang und hatte einen Durchmesser von 2 m (Wasserverdrängung  25 Tonnen). Angetrieben wurde es von einem Zweizylinder-Kolbenmotor, der mit Dampf oder Druckluft betrieben werden konnte. Das Boot wurde 1867 fertiggestellt und dann 9 Jahre lang im Kronstädter Italienischen Teich getestet, wobei Gern noch einige Verbesserungen vornahm. Getaucht konnte nur im Druckluft-Betrieb gefahren werden, weil die völlige Abdichtung der Brennkammer nicht gelang. Im St. Petersburger Baird-Werk konstruierte und baute er einen 7-m-langen Torpedo für die Montage unter dem U-Boot. 1876 wurden alle Arbeiten eingestellt, weil der Betrieb dieses U-Boots für zu gefährlich gehalten wurde. Dazu hatte sicherlich auch der Tod Pawel Krusensterns 1871 beigetragen, der Gern immer unterstützt hatte.
Im Januar 1869 war Gern als Generalmajor Mitglied des Technischen Komitees der Ingenieurhauptverwaltung geworden. 1870 wurde er auf den Deutsch-Französischen Kriegsschauplatz geschickt, um einen detaillierten Bericht über die Befestigungsmaßnahmen der Kriegsparteien anzufertigen. Im Februar 1871 wurde er in die kaiserliche Suite aufgenommen. Er nahm am Russisch-Osmanischen Krieg (1877–1878) teil und wurde 1879 Generalleutnant.
Der Rumpf des Gernschen U-Boots Nr. 2 wurde 1879 von Nikolai Twerskoi für den Bau seines  Unterwasser-Überwasser-Minensuch-U-Boots mit Rotationskolbenmotor, drei Kesseln und Ammoniakgas-Brennkammer benutzt, das nach dem Testbetrieb für unbrauchbar erklärt wurde.
Gern starb am 9. November 1882 in Menton. Nach der Trauerfeier in der St. Petersburger lutherischen St.-Petri-Kirche wurde er im Moskauer Nowodewitschi-Kloster begraben.

## Ehrungen
- Roter Adlerorden II. Klasse mit Stern und Schwertern (1870)[1]
- Orden des Heiligen Wladimir III. Klasse (1871) II. Klasse mit Schwertern (1878)[1]
- Sankt-Stanislaus-Orden I. Klasse (1873)
- Russischer Orden der Heiligen Anna I. Klasse (1876)[1]